# Townsend (Name)
Townsend ist ein englischer Vor- und auch Familienname.

## Namensträger

### Vorname
- Townsend Bell (* 1975), US-amerikanischer Automobilrennfahrer
- Townsend Harris (1804–1878), US-amerikanischer Kaufmann und Politiker
- Townsend Saunders (* 1967), US-amerikanischer Ringer
- Townsend Scudder (1865–1960), US-amerikanischer Jurist und Politiker

### Familienname
- Addy Townsend (* 1997), kanadische Mittelstreckenläuferin
- Alain Townsend, Immunologe
- Amos Townsend (1821–1895), US-amerikanischer Politiker
- Andros Townsend (* 1991), englischer Fußballspieler
- Andy Townsend (* 1963), irischer Fußballspieler
- Bertha Townsend (1869–1909), US-amerikanische Tennisspielerin
- Brian Townsend (* 1982), US-amerikanischer Pokerspieler
- Bross Townsend (1933–2003), US-amerikanischer Blues- und Jazzmusiker
- Charles Townsend (Politiker, 1834) (1834–1900), US-amerikanischer Offizier, Jurist und Politiker
- Charles Townsend (Mörder) (* 1935/1936), US-amerikanischer Mörder
- Charles Townsend (Politiker, 1943) (* 1943), US-amerikanischer Politiker
- Charles Champlain Townsend (1841–1910), US-amerikanischer Politiker
- Charles E. Townsend (1856–1924), US-amerikanischer Politiker
- Charles Haskins Townsend (1859–1944), US-amerikanischer Fischkundler
- Charles Henry Tyler Townsend (1863–1944), US-amerikanischer Insektenkundler
- Charles N. Townsend III, US-amerikanischer Schauspieler
- Chauncy Townsend (1708–1770), britischer Politiker
- Christopher Townsend, britischer Filmtechniker
- Colin R. Townsend (* 1949), neuseeländischer Biologe und Ökologe
- Colleen Townsend (* 1928), US-amerikanische Schauspielerin und Autorin
- Conor Townsend (* 1993), englischer Fußballspieler
- Cyril Townsend (* 1937), britischer Politiker
- Darian Townsend (* 1984), südafrikanischer Schwimmer
- David Townsend (* 1955), britischer Ruderer
- Deshea Townsend (* 1975), US-amerikanischer Footballspieler
- Devin Townsend (* 1972), kanadischer Musiker
- Dwight Townsend (1826–1899), US-amerikanischer Politiker
- Ed Townsend (1929–2003), US-amerikanischer R&B-Sänger und Songwriter
- Edmond Townsend (1845–1917), englischer Generalarzt
- Edward W. Townsend (1855–1942), US-amerikanischer Politiker
- Fitzhugh Townsend (1872–1906), US-amerikanischer Fechter
- Fleur Townsend, neuseeländische Squashspielerin
- Frances Townsend (* 1961), US-amerikanische Politikerin
- Franklin Townsend (1821–1898), US-amerikanischer Politiker
- Gabriel Townsend (etwa 1604–etwa 1662), englischer Cembalobauer
- George Townsend (1769–1844), US-amerikanischer Politiker
- Graham Townsend (Fiddler) (auch Craig Townsend; 1942–1998), kanadischer Fiddler, Mandolinist, Pianist und Komponist
- Graham Townsend Jr. (Graham Frederick Townsend, auch Gray Townsend; 1975–2003), kanadischer Singer-Songwriter und Pianist
- Gregor Townsend (* 1973), schottischer Rugbyspieler
- Henry Townsend (1909–2006), US-amerikanischer Blues-Musiker
- Hosea Townsend (1840–1909), US-amerikanischer Politiker
- Jeffrey Townsend (* 1954), US-Filmarchitekt und Werbefilm- bzw. Video-Regisseur
- Jill Townsend (* 1945), US-amerikanische Schauspielerin
- John Townsend (Mediziner) (1783–1850), US-amerikanischer Mediziner und Abenteurer, siehe Stephens-Townsend-Murphy Party
- John G. Townsend (1871–1964), US-amerikanischer Politiker
- John Kirk Townsend (1809–1851), US-amerikanischer Naturforscher
- John Rowe Townsend (1922–2014), britischer Kinderbuchautor
- John Sealy Townsend (1868–1957), britischer Physiker
- John Sims Townsend (* 1952), US-amerikanischer Psychologe
- Joseph Townsend (1739–1816), britischer Geologe, Arzt und Priester
- Kathleen Kennedy Townsend (* 1951), US-amerikanische Politikerin
- Katy Townsend (* 1987), britische Schauspielerin
- Lane Townsend, US-amerikanischer Theater- und Filmschauspieler
- Larry Townsend (1930–2008), US-amerikanischer Autor
- M. Clifford Townsend (1884–1954), US-amerikanischer Politiker, Gouverneur von Indiana
- Marjorie Townsend (1930–2015), US-amerikanische Raumfahrtingenieurin
- Martin I. Townsend (1810–1903), US-amerikanischer Politiker
- Michael Townsend (Admiral) (1908–1984), britischer Admiral
- Michael Townsend (Verwaltungsbeamter) (* 1952), deutscher Verwaltungsbeamter
- Michael Townsend (Fußballspieler) (Michael John Townsend; * 1986), englischer Fußballspieler
- Najarra Townsend (* 1989), US-amerikanische Schauspielerin
- Paul Townsend, britischer Physiker
- Peter Townsend (Schriftsteller) (1914–1995), britischer Fliegeroffizier und Schriftsteller
- Peter Townsend (Sozialwissenschaftler) (1928–2009), britischer Sozialwissenschaftler
- Peter Townsend (Golfspieler) (* 1946), britischer Golfspieler
- Robert Townsend (* 1957), US-amerikanischer Schauspieler
- Robert Chase Townsend (1920–1998), US-amerikanischer Schriftsteller und Geschäftsmann
- Rory Townsend (* 1995), irischer Radrennfahrer
- Ryan Townsend (* 1985), australischer Fußballspieler
- Sam Townsend (* 1985), britischer Ruderer
- Stephen J. Townsend, US-amerikanischer General
- Stuart Townsend (* 1972), irischer Schauspieler
- Sue Townsend (1946–2014), britische Schriftstellerin
- Susannah Townsend (* 1989), britische Feldhockeyspielerin
- Sylvia Townsend Warner (1893–1978), britische Schriftstellerin und Musikwissenschaftlerin
- Taylor Townsend (* 1996), US-amerikanische Tennisspielerin
- Tynita Butts-Townsend (* 1990), US-amerikanische Hochspringerin
- Washington Townsend (1813–1894), US-amerikanischer Politiker
- William Townsend (Politiker) (1821–1882), australischer Politiker (South Australia)
- William Cameron Townsend (1896–1982), US-amerikanischer Linguist und Bibelübersetzer
- William Richard Townsend (1870–1917), britischer Jurist in den Kolonien